# Кондратенко, Василий Петрович
Василий Петрович Кондратенко (13 января 1936, Довольное, Западно-Сибирский край — 13 июня 2025) — советский хозяйственный, государственный и политический деятель, Герой Социалистического Труда (1985).

## Биография
Родился 13 января 1936 года в селе Довольное. Член КПСС.
С 1950 года — на хозяйственной, общественной и политической работе. В 1950—1999 годах — возница, шофёр в колхозе имени Н. С. Хрущева, военнослужащий Советской Армии, шофёр, тракторист, комбайнёр совхоза «Центральный» Доволенского района Новосибирской области, бригадир тракторно-полеводческой бригады № 1 того же колхоза.
Указом Президиума Верховного Совета СССР от 22 марта 1985 года присвоено звание Героя Социалистического Труда с вручением ордена Ленина и золотой медали «Серп и Молот».
Делегат XXVII съезда КПСС.
Жил в посёлке Красный Яр. Умер 13 июня 2025 года.